# Pseudocolwellia agarivorans
Espèce
Pseudocolwellia agarivorans est une des espèces du genre de bactéries marines Pseudocolwellia. Ce sont des bacilles à Gram négatif de la famille des Colwelliaceae faisant partie du phylum des Pseudomonadota.

## Taxonomie
Le nom correct complet (avec auteur) de ce taxon est Pseudocolwellia agarivorans (Xu et al. 2017) Liu et al. 2021.

### Étymologie
L'étymologie de cette espèce est la suivante : a.ga.ri.vo’rans N.L. neut. n. agarum, agar, polysaccharide d'algue; L. inf. v. vorare, dévorer, digérer; N.L. part. adj. agarivorans, qui digère l'agar,.

### Synonymie
Pseudocolwellia agarivorans a pour synonyme :
- Colwellia agarivorans Xu et al. 2017

### Phylogénie
L'analyse de la séquence nucléotidique de l'ARNr 16S de la souche QM50 a permis de classer cette bactérie parmi différentes espèces de Colwellia d'où son nom initial de Colwellia agarivorans. Ce genre bactérien est phylogénétiquement inclus dans la classe des Pseudomonadota (ex Proteobacteria). DE nouvelles études phylogénétiques ont conduit à renommer cette espèce dans un nouveau genre, le genre Pseudocolwellia.

## Description
Pseudocolwellia agarivorans est une bactérie anaérobie facultative à Gram négatif. Cette espèce est formée des bacilles faiblement positifs pour les tests catalase et oxydase.

## Habitat
La souche type de cette espèce a été isolée dans les eaux côtières d'un ferme aquacole au large de Qingdao en Chine.

## NRéférences
1. 1 2 3 4  Xu et et al. 2017, p. 1972.
2. 1 2 3  List of Prokaryotic names with Standing in Nomenclature (LPSN), consulté le 5 juin 2025.
3. ↑  (en) « Species Colwellia agarivorans », sur LPSN, 25 septembre 2022
4. ↑  Xu et et al. 2017, p. 1969.